# Monorail de Kuala Lumpur
Le monorail de Kuala Lumpur, ou KL Monorail, est un système de transport guidé de type monorail exploité à Kuala Lumpur, la capitale de la Malaisie.

## Histoire
C'est la société Hitachi qui ouvre en 1997 le chantier de construction de la ligne, alors dénommée Peoplemover Rapid Transit Line mais la crise économique asiatique provoque l'arrêt des travaux en décembre de la même année. L'entreprise Monorail Malaysia (MTrans) reprend le projet en juillet 1998, elle remet en action les travaux et réalise la construction du matériel roulant pour un coût inférieur au projet d'origine. Le concessionnaire de la ligne, pour 40 ans, KL Infrastructure Group (KL Infra) met en service la ligne le 31 en août 2003, avec l'inauguration par le Premier ministre Mahathir Mohamad ce même jour.
En 2007, la ligne est reprise par la Syarikat Perumahan Negara Berhad (en) (SPNB), l'entreprise publique de gestion des infrastructures, du fait des difficultés financières du concessionnaire d'origine. La ligne, renommée KL Monorail, est exploitée par sa filiale KL Starrail Sdn Bhd.

## Caractéristiques

### Ligne
La ligne aérienne, d'une longueur de 8,6 kilomètres, débute dans le quartier de Brickfields, au centre intermodale de Kuala Lumpur Sentral, passe par le quartier des affaires et rejoint le terminus de Titiwangsa.

### Stations

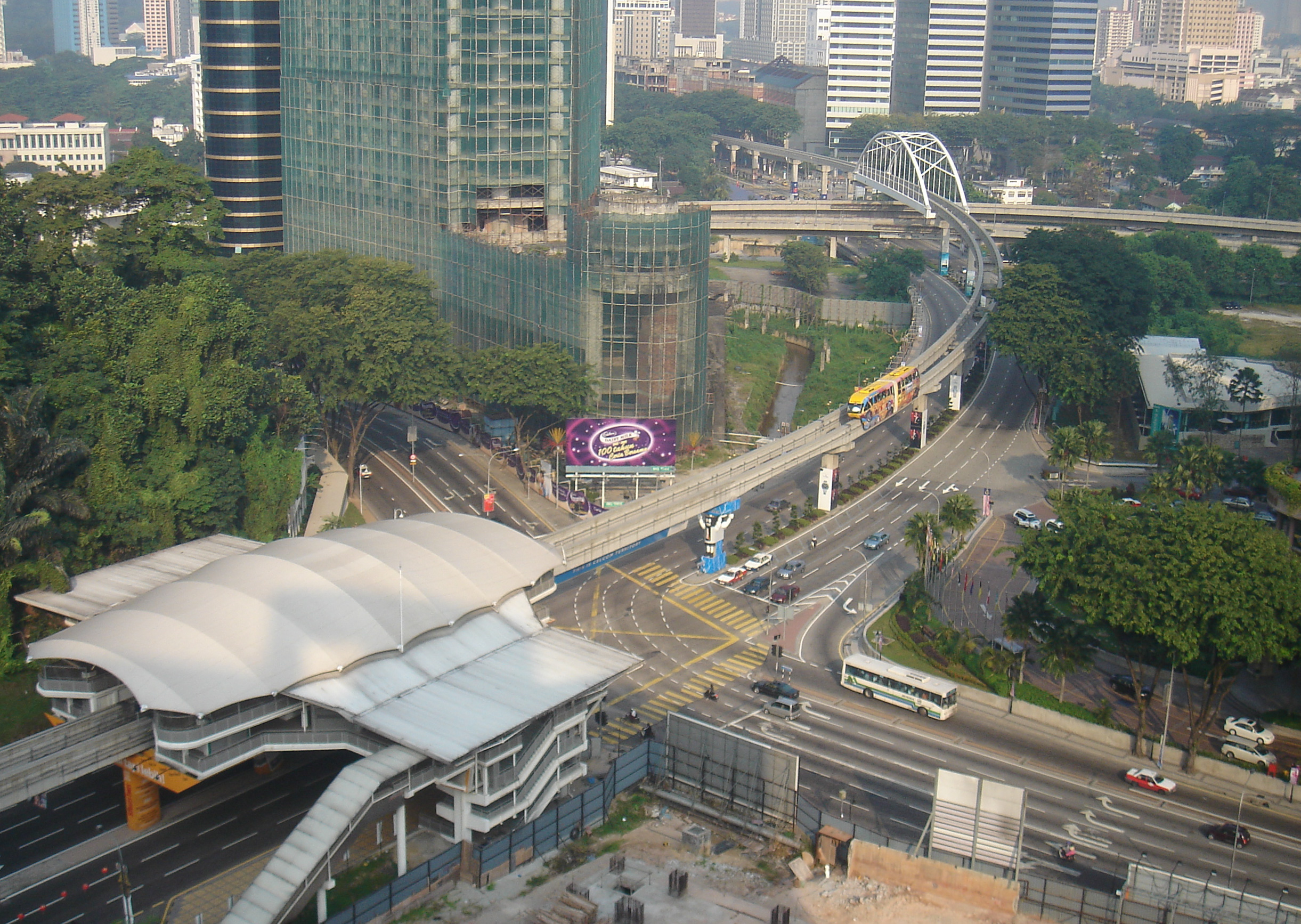
Vue d'ensemble station de Bukit Nanas.

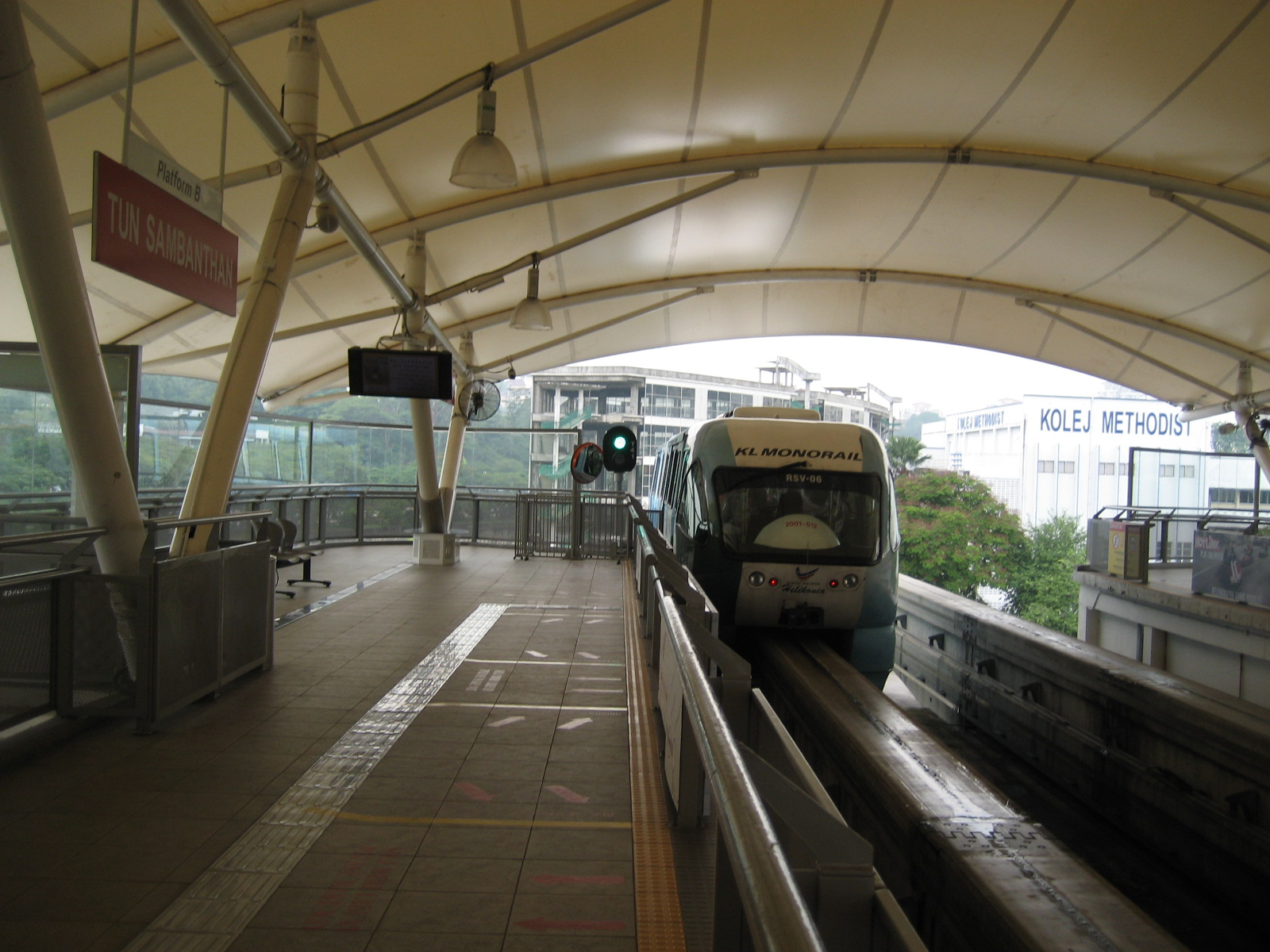
Intérieur station de Tun Sambanthan.

La ligne comporte 11 stations. Elles sont établies sur une plate_forme aérienne, au niveau de la structure de la ligne, avec deux quais latéraux. Elles disposent d'un espace billetterie située au niveau du sol ou à l'étage. Chaque station est couverte par une toiture en toile.
|  |  |  |   |  | N°   | Station        | Correspondances |
|  |  |  | - |  | ---- | -------------- | --------------- |
|  |  |  | • |  | MR1  | KL Sentral     | Ligne KJ15      |
|  |  |  | • |  | MR2  | Tun Sambanthan |                 |
|  |  |  | • |  | MR3  | Maharajalela   |                 |
|  |  |  | • |  | MR4  | Hang Tuah      | Ligne ST3       |
|  |  |  | • |  | MR5  | Imbi           |                 |
|  |  |  | • |  | MR6  | Bukit Bintang  |                 |
|  |  |  | • |  | MR7  | Raja Chulan    |                 |
|  |  |  | • |  | MR8  | Bukit Nanas    | Ligne KJ12      |
|  |  |  | • |  | MR9  | Medan Tuanku   |                 |
|  |  |  | • |  | MR10 | Chow Kit       |                 |
|  |  |  | • |  | MR11 | Titiwangsa     | Ligne ST9       |

## Exploitation

### Matériel roulant
L'exploitant dispose d'un parc de dix rames composées de deux éléments équipés de deux moteurs électriques. Ces rames ont une longueur de 20 mètres pour une largeur de 4 m, elles peuvent transporter 244 personnes, dont 48 assises et 196 debout. Ce parc a été construit par Monorail Malaysia (MTrans) sur le modèle Alweg du monorail de Seattle.

## Galerie de photographies

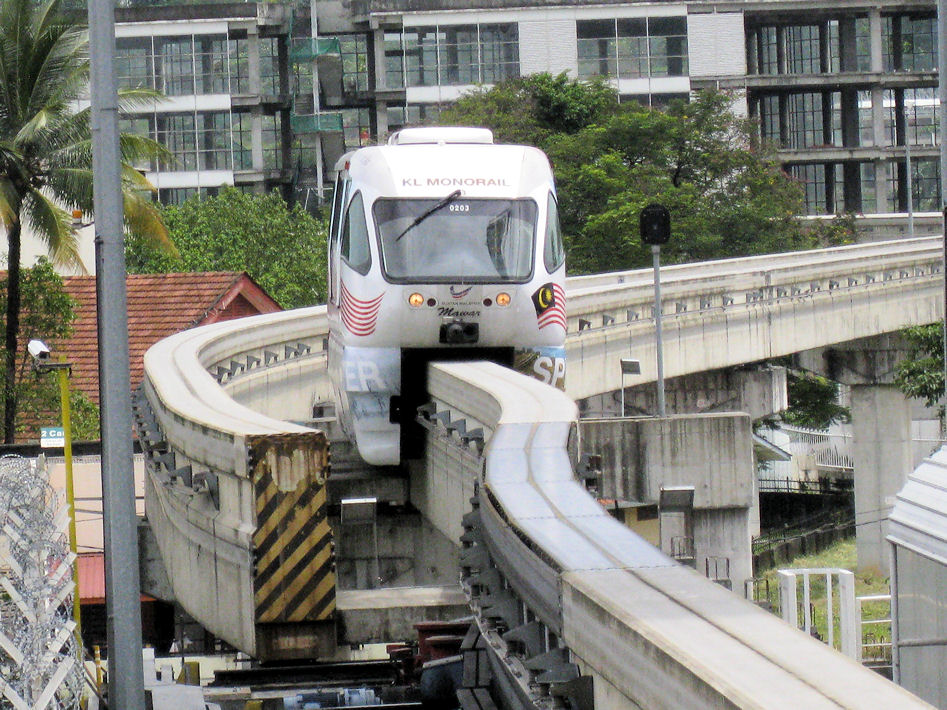
Changement de voie près de KL Sentral.
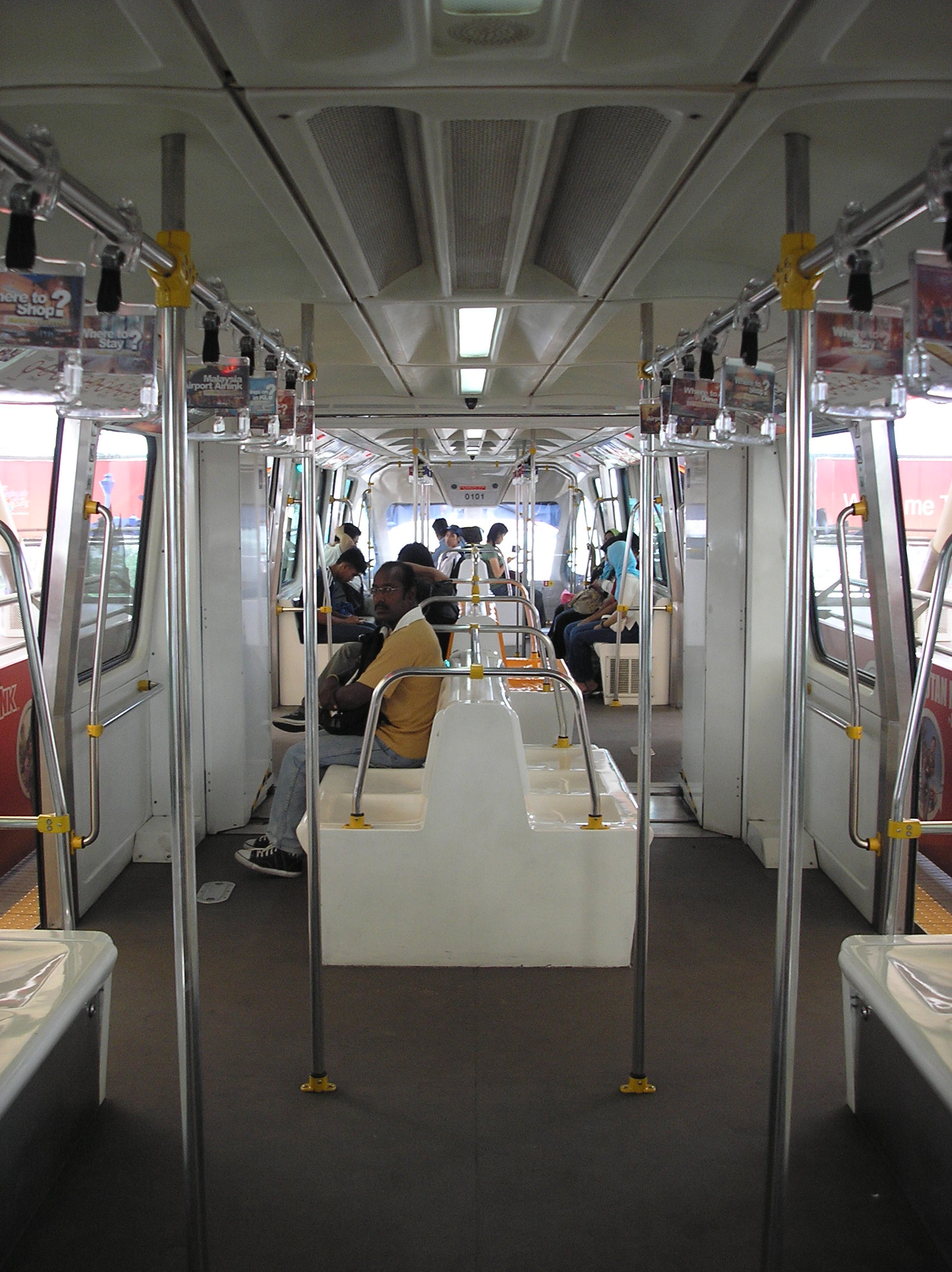
Intérieur d'un monorail.
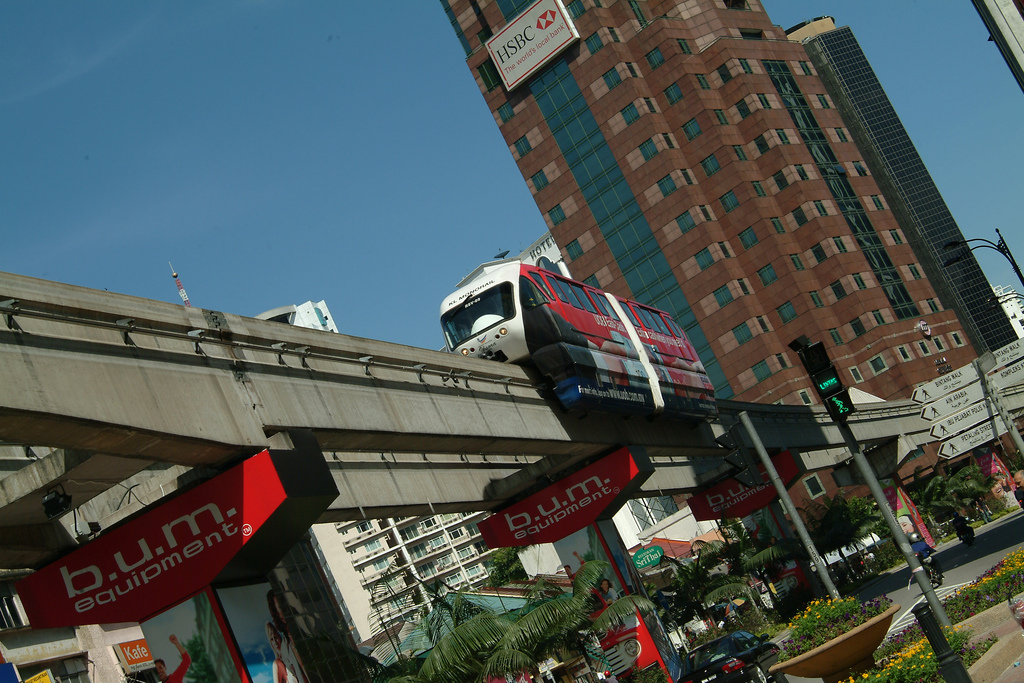
Monorail approchant la station Bukit Bintang.
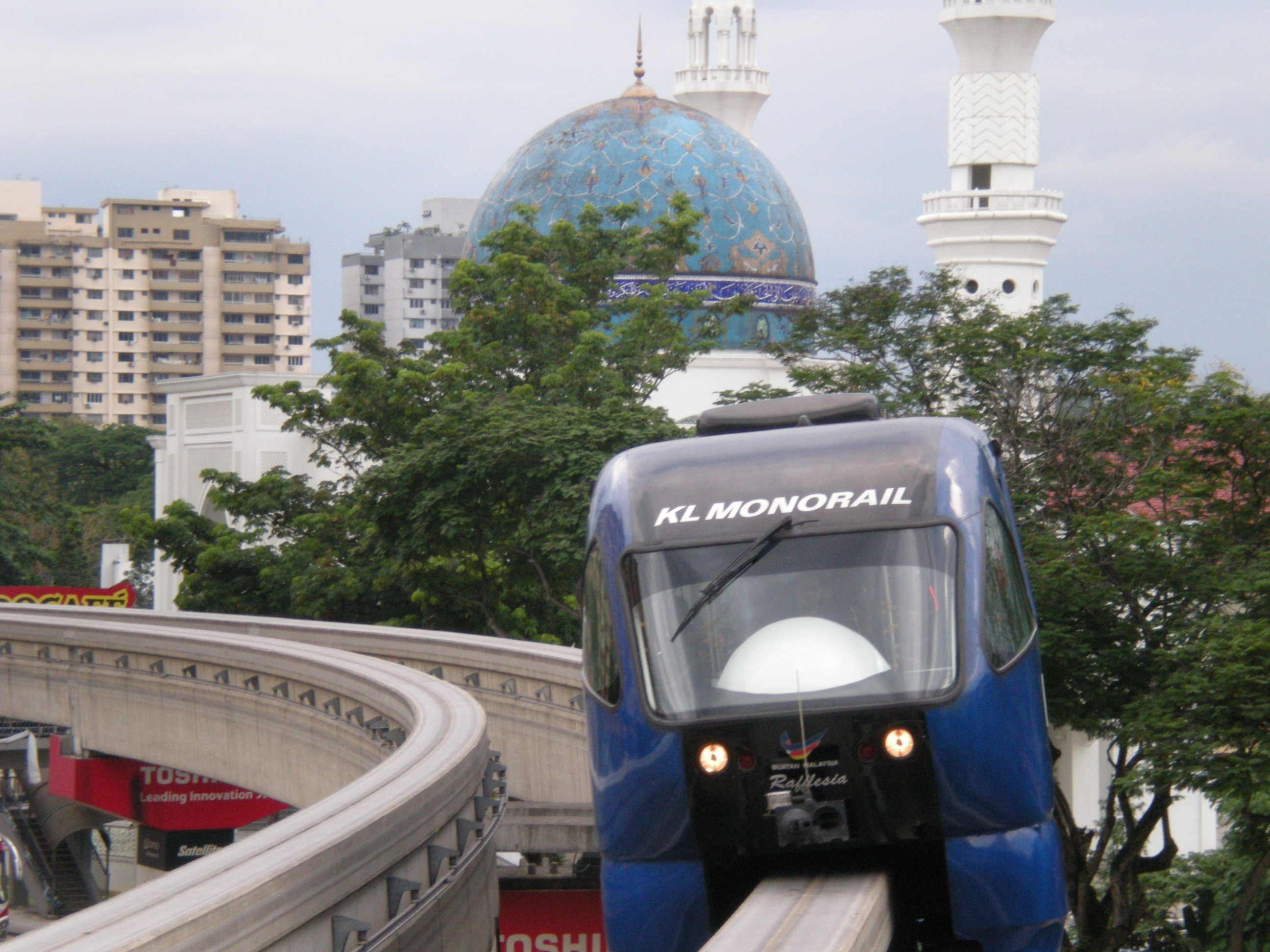
Monorail approchant de la station Hang Tuah.
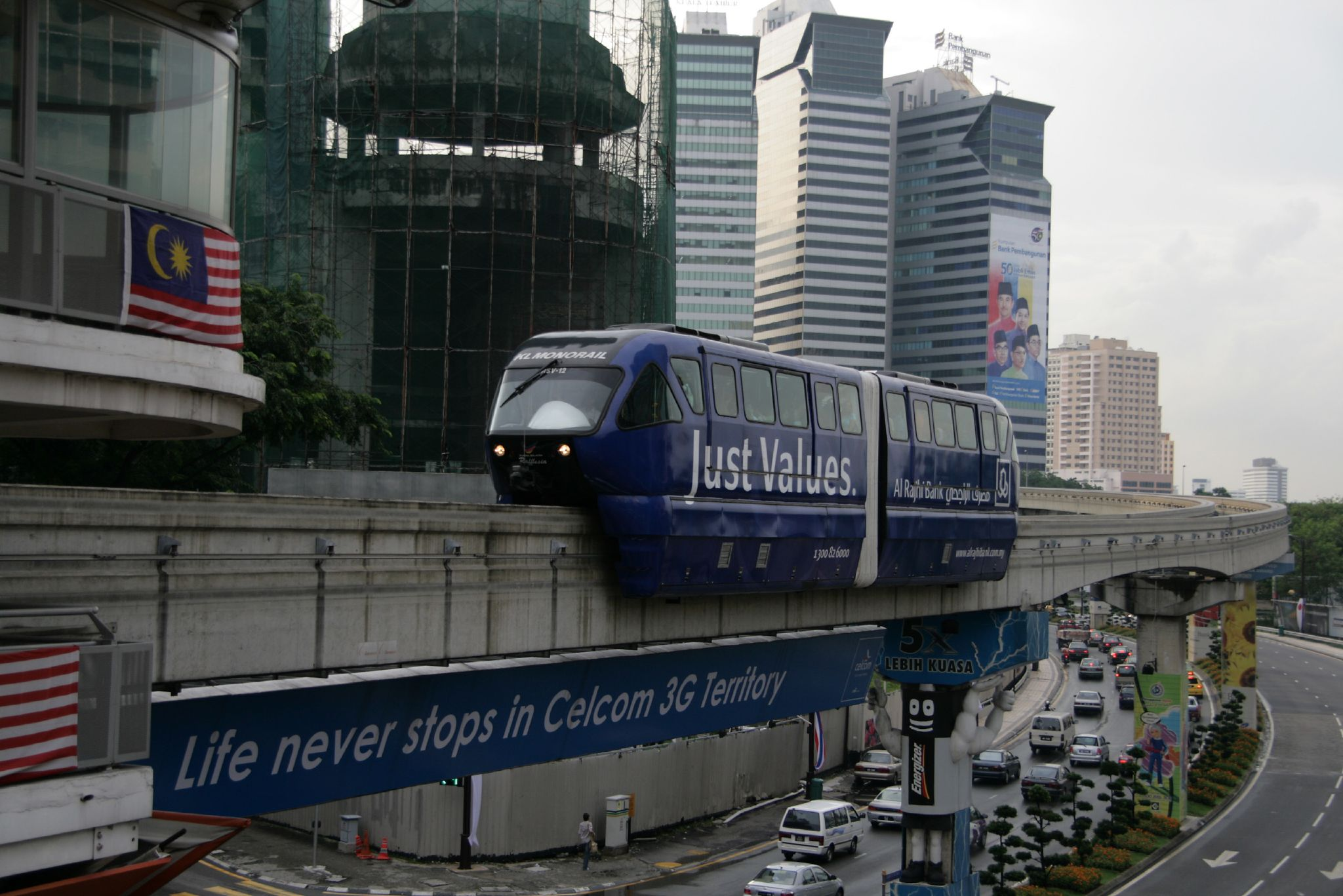
Monorail peint aux couleurs d'Al-Rajhi Bank approchant de la station Medan Tuanku.
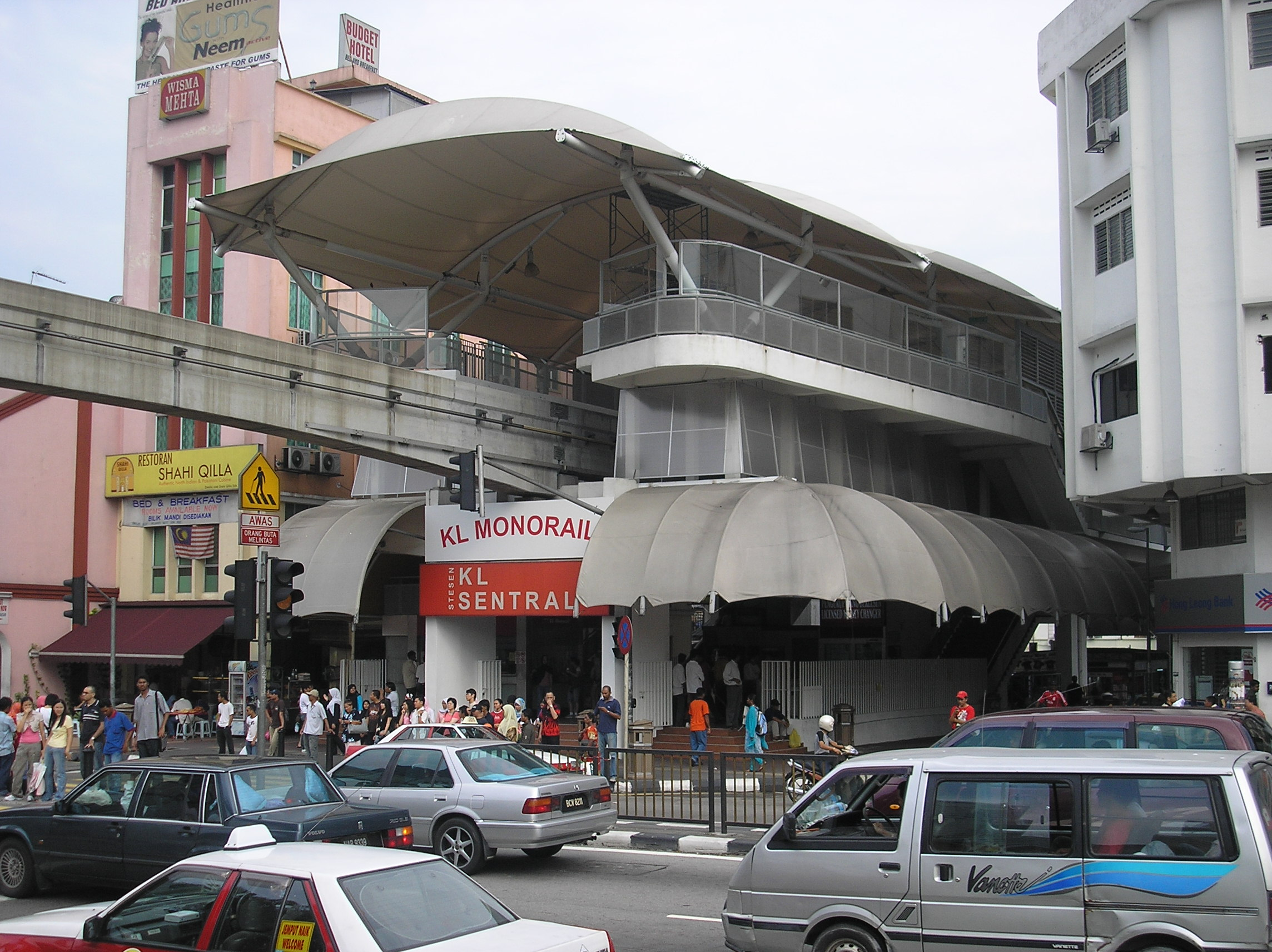
Station KL Sentral (terminus).
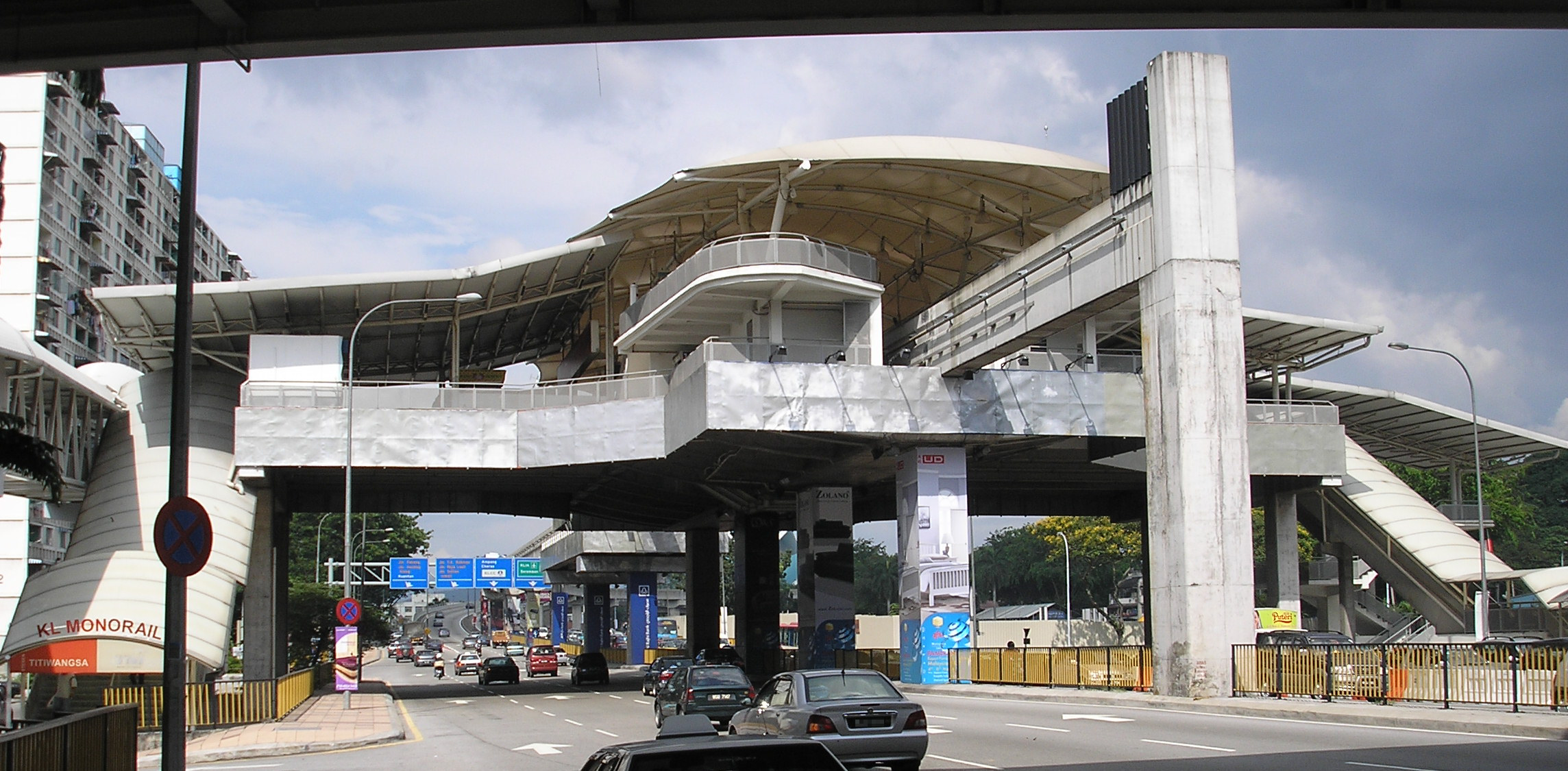
Station Titiwangsa (terminus).
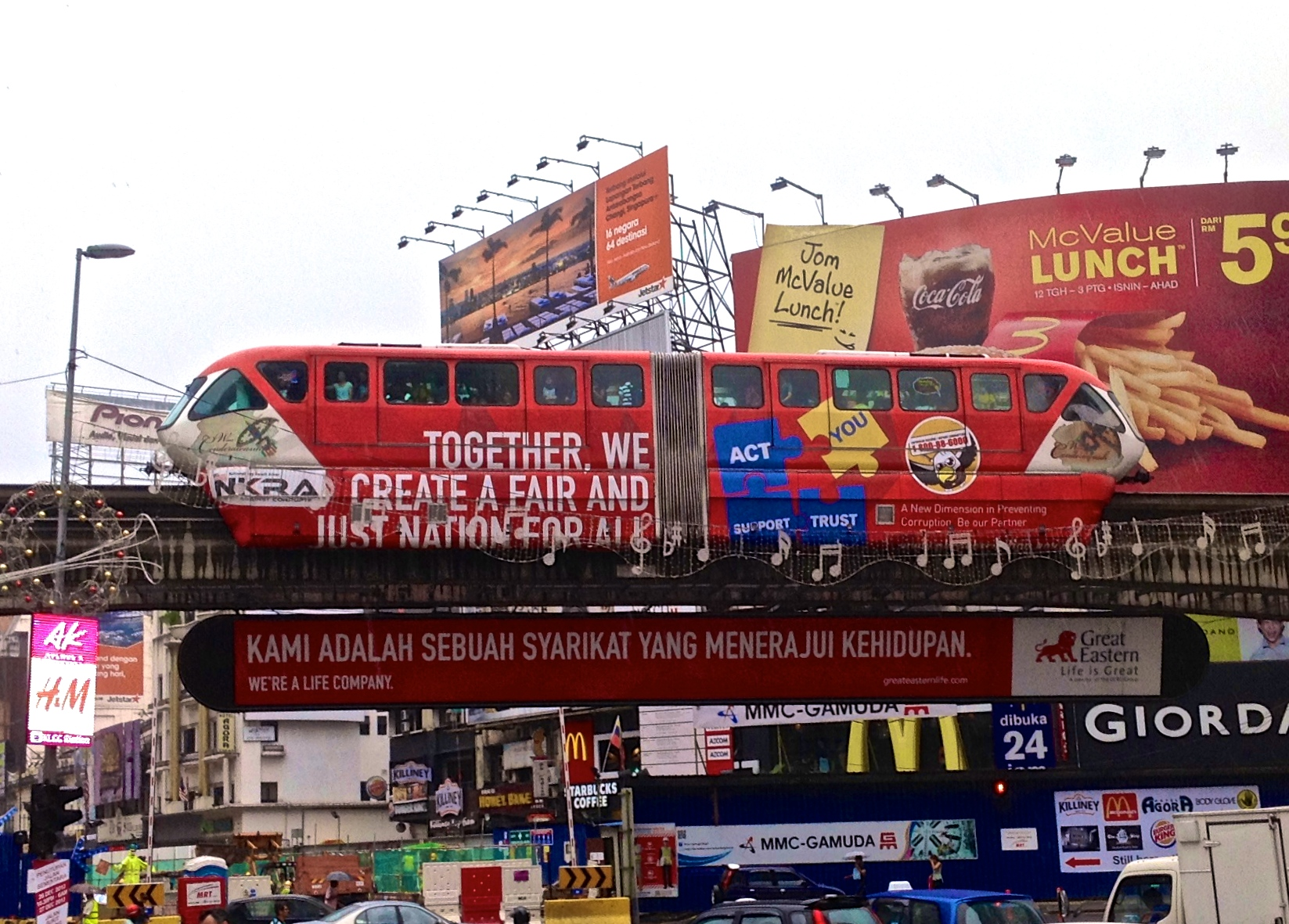
KL monorail à l'approche de la gare de Bukit Bintang.